# William Lever, 1:e viscount Leverhulme

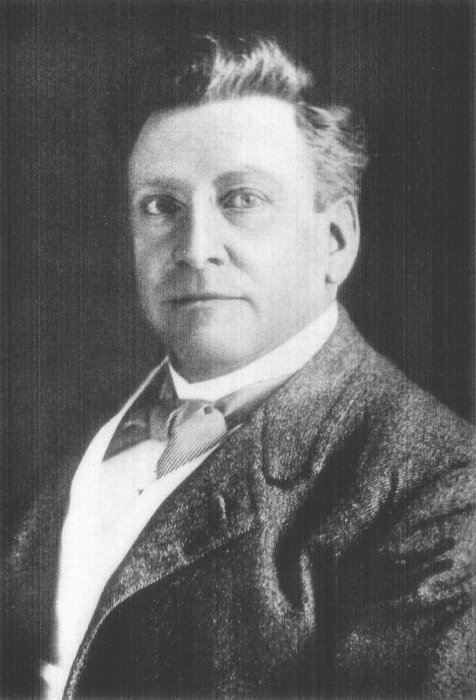
William Lever.

William Hesketh Lever, adlad 1911 och från 1922 1:e viscount Leverhulme född 19 september 1851, död 7 maj 1925, var en brittisk industriman.
Lever anlade 1887 vid Port Sunlight när Liverpool en liten tvålfabrik, från vilken det internationella bolaget Lever Brothers Ltd. växte fram. Lever insåg reklamens betydelse och annonserade sitt märke Sunlight över hela världen. Han intresserade sig starkt för sina anställdas arbetsvillkor, och i Sunlight skapade han den mest betydande av de brittiska "modellindustristäderna", där man försökte skapa rationella bostäder med hög levnadsstandard för arbetarna. Lever ivrade för kort arbetsdag, först 8-timmarsdag, senare 6-timmarsdag, och utgav ett arbete om detta The six-hour day and other industrial questions (1918, 2:a utgåvan 1919). Han tillämpade andel-i-vinst-system och genomförde ett arbetslöshetsunderstöd så beskaffat, att det tillsammans med det statliga garanterade den arbetslöse halv inkomst. Lever tillhörde som liberal underhuset 1906-10.